# 格芬公園球場
格芬公園球場（英語：Griffin Park）是位於英格蘭大倫敦豪士羅區布伦特福德的足球體育場。球場自1904年建成啟用後，一直是賓福特的主場球場，首仗賽事是當時1904/05年球季仍在西部聯賽（Western League）參賽對普利茅夫的聯賽，賓福特直至2020年8月不再使用格芬公園球場搬遷新建成的賓福特社區球場。
格芬公園球場是在英格蘭足球聯賽的球場中唯一在四個角落均設置有酒館而聞名，而且座落於主要的民居住宅區內。
球場以鷹頭獅（griffin）命名，源於福勒啤酒厂（Fuller's Brewery）的商標，而球場所在地曾經是啤酒厂的果園。

## 球場結構
格芬公園球場由四座看台組成。前稱「布雷马路看台」（Braemar Road Stand）的「蜜蜂聯合看台」（Bees United Stand）是主看台，單層全坐席設計，供主場球迷入座；一方球門後面是「BIAS看台」（BIAS Stand），為「賓福特獨立球迷會」（Brentford Independent Association of Supporters）的首字母縮寫，別名「伊靈路看台」（Ealing Road End），直到2007年還是露天梯級看台供作客球迷使用，2004年賓福特獲得「足球基金」（Football Foundation）批出超過170萬英鎊改善球場設施，包括動用超過60萬鎊為伊靈路看台加裝頂蓋，其後才再安排供主場球迷入座；「比爾·爱克斯比看台」（Bill Axbey Stand） 前稱「新路看台」（New Road Stand），為紀念球會一名老球迷而更名，於2007年去世前，爱克斯比老先生觀看球會的比賽長達89年，是一座單層全坐席看台；現時作客球迷被安排在可容1,600人的「布鲁克路看台」（Brook Road Stand）觀戰，被暱稱為「溫蒂大宅」（The Wendy House），是一座小型雙層看台，於1986年啟用，上方坐席可容600名球迷，而下方的梯級看台則可以容納1,000人。
球場四角設有汎光燈塔供照明用。

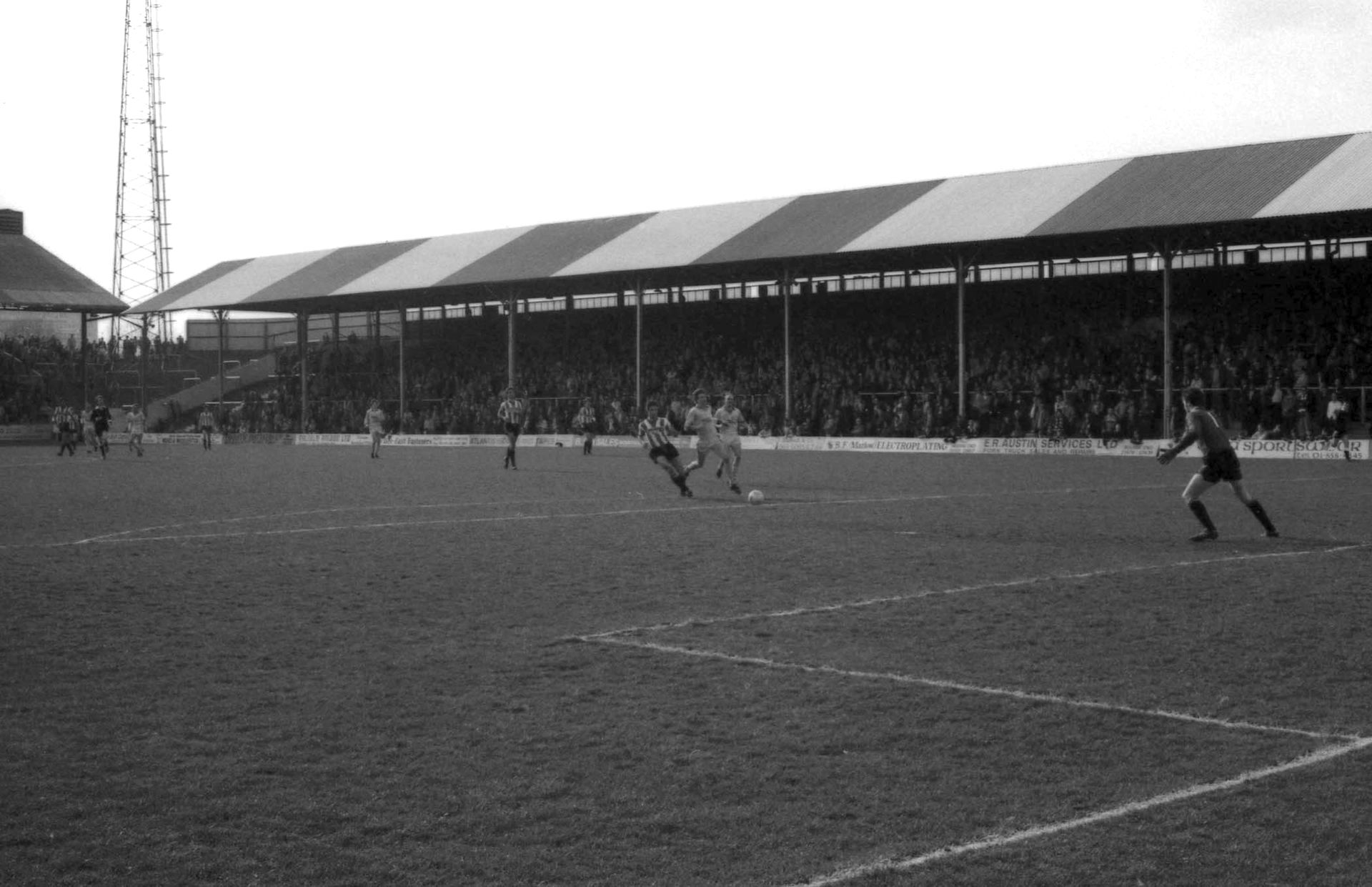
1982年的格芬公園球場
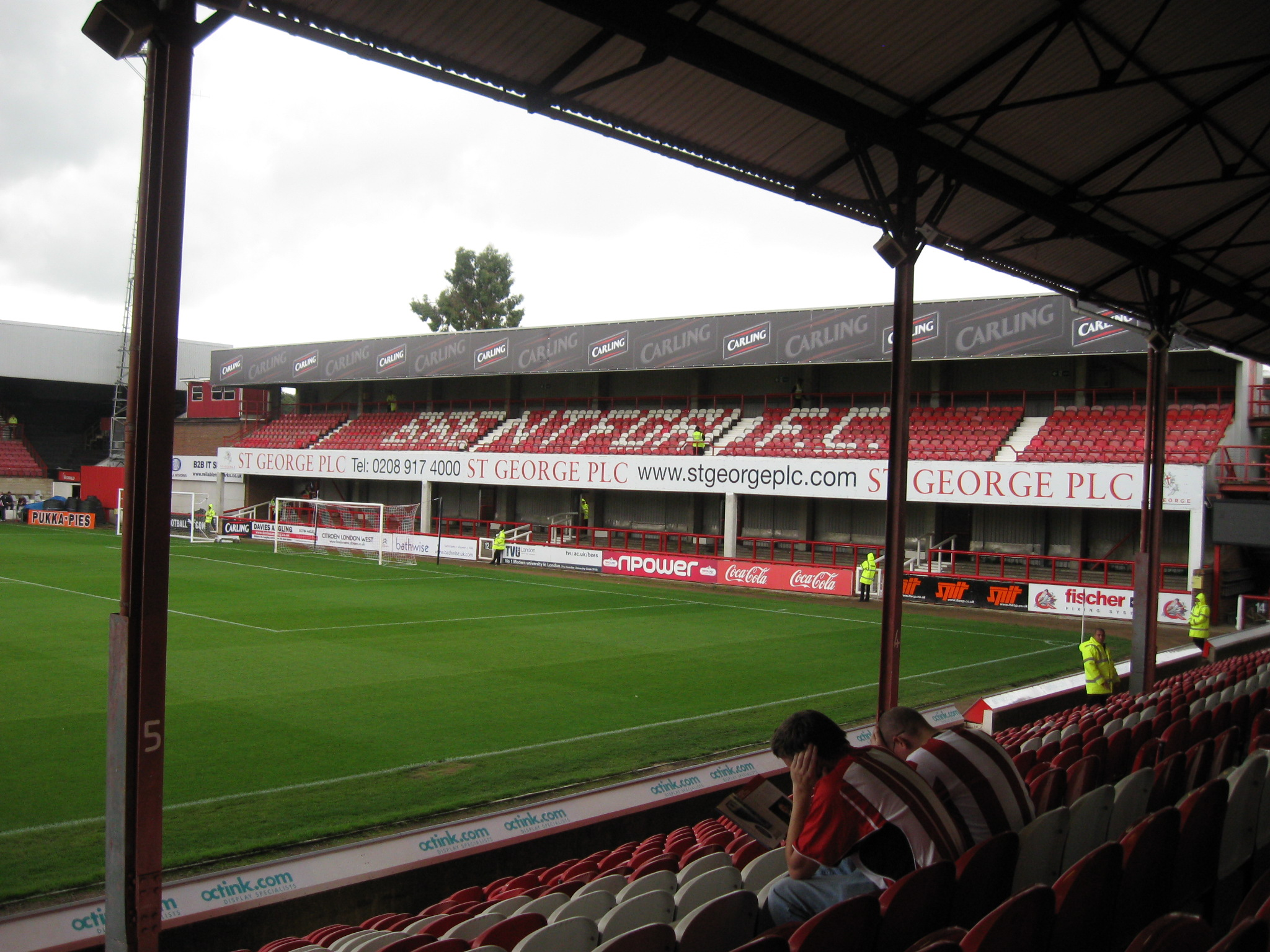
「布鲁克路看台」
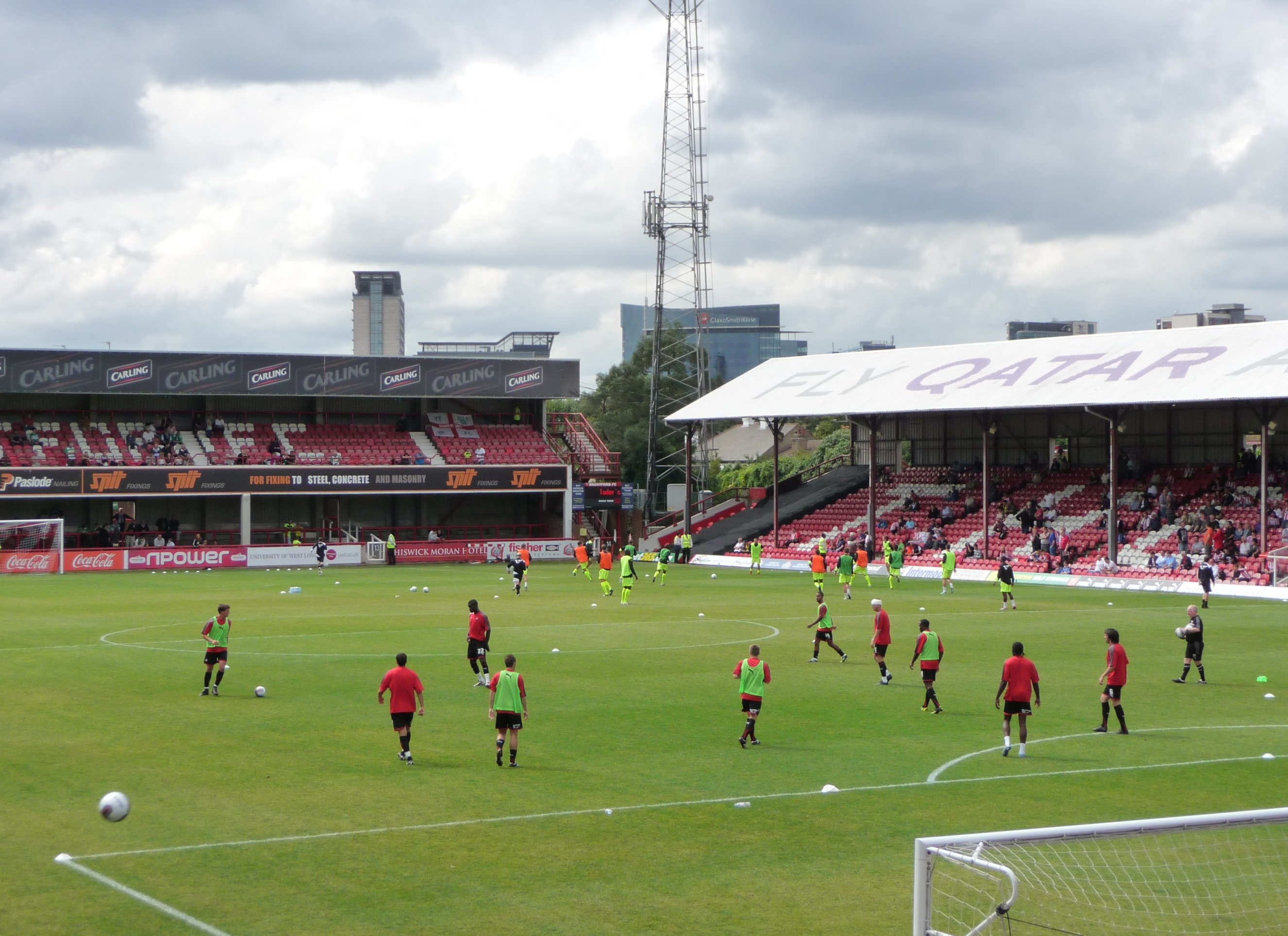
「比爾·爱克斯比看台」（右）

## 入場人數
格芬公園球場歷來最高觀眾人數是在1949年2月26日由賓福特對莱斯特城時錄得的38,678人。
球場現時只可以容納12,219人，近年最多觀眾的賽事：
- 2012/13年 - 12,300人，英甲聯賽對唐卡士打；
- 2011/12年 - 8,095人，英甲聯賽對查爾頓；
- 2010/11年 - 8,960人，聯賽盃對愛華頓；
- 2009/10年 - 9,031人，英甲聯賽對列斯聯；
- 2008/09年 - 10,642人，英乙聯賽對韋甘比。

## 其他租戶
1948年奧運會足球比赛第一圈由義大利對美國在格芬公園球場上演，結果義大利大勝9-0。
近年亦曾經舉行三場國際足球比賽，最近期是由尼日利亞對抗加納；而2006年的「纳尔逊·曼德拉挑戰賽」（Nelson Mandela Challenge），離開國土的南非以0-1負於埃及。
2002年聯盟式橄欖球球隊倫敦野馬（London Broncos）進駐格芬公園球場，成為布伦特福德足球俱乐部的租戶。直到2006年球季野馬更名小丑聯盟式橄欖球（Harlequins Rugby League），並且離開格芬公園轉到與小丑橄欖球俱樂部（Harlequin F.C.）共用球場。
車路士預備隊及青年隊自2007/08年球季開始使用格芬公園球場作進行主場比賽，直至三個球季後才終止，租用協議還包括於2007年為球員更衣室進行改善工程。

## 廣告展示
格芬公園球場位於倫敦希斯路機場的航道之下，使球場看台頂蓋成為最佳的大型廣告展示板。廣告空間現時招租中，最近一間公司使用這個屋頂廣告位是卡塔尔航空，之前還有KLM、easyJet等。

## 未來發展
經過接近100年的歲月洗禮，格芬公園球場已經變得老舊，由於缺乏宴會場所等設施提供非比賽日收入，加以位於密集民居而未能進行擴建。早於2002年賓福特球迷基金「蜜蜂聯合」（Bees United）已提議在離芬公園球場不遠的莱昂内尔路（Lionel Road）興建新球場。2007年球會獲得購買莱昂内尔路一幅7.6-英畝（31,000-平方）地盤的期權。
2012年「蜜蜂聯合」同意將持有球會的60%股權售予马修·贝纳姆（Matthew Benham），新東主隨即正式購入莱昂内尔路地盤，並計劃申請興建一座15,000座的新球場，並可繼續擴建至可以容納20,000觀眾。
2013年5月31日賓福特正式入紙申請興建新球場，預計於2016/17年球季啟用，計劃包括一座可容20,000人的球場及最多910個住宅單位，經諮詢當地居民後並將屋宇的高度減低。綱要規劃審批於2013年12月5日獲得豪士羅區議會（London Borough of Hounslow）通過，並推薦予倫敦市長（Mayor of London）和政府進行最後審批。2014年2月18日倫敦市長辦公室正式批准新球場計劃。申請書最終交由英國社區及地方行政事務大臣（Secretary of State for Communities and Local Government）皮克爾斯（Eric Pickles）作最後決定。工程預計於2014年夏季展開。

## 外部連結
- footballgroundguide.com:Brentford FC - Griffin Park